# Lophiobagrus
Lophiobagrus is een geslacht van straalvinnige vissen uit de familie van de stekelmeervallen (Claroteidae).

## Soorten
- Lophiobagrus aquilus Bailey & Stewart, 1984
- Lophiobagrus asperispinis Bailey & Stewart, 1984
- Lophiobagrus brevispinis Bailey & Stewart, 1984
- Lophiobagrus cyclurus (Worthington & Ricardo, 1937)